# Danmarks forhistorie
Danmarks forhistorie begyndte, da de første jægere og samlere kom til landet i ældre stenalder. Blandt historikere er det dog mest almindeligt først at lade historien begynde på det tidspunkt, hvor der findes skrevne kilder, som historikere kan bearbejde. Perioden før de skrevne vidnesbyrd kaldes forhistorien, og man må her støtte sig til de fortolkninger arkæologer kommer frem til ud fra de mange fund fra denne tid. At dele menneskets historie op i perioder kan aldrig blive helt tilfredsstillende, men 1047, året hvor Svend Estridsen blev konge af Danmark, symboliserer en overgang fra den danske vikingetid til den danske middelalder. Således har man fra omkring 1035 også bedre danske kilder til historien, end tidligere.

## Tidsinddelingen
Forhistorien inddeles overordnet i tre aldre: stenalderen, bronzealderen og jernalderen efter de materialer, som en væsentlig del af hver tidsalders redskaber blev lavet af. Inddelingen skyldes Christian Jürgensen Thomsen, der i 1816 overtog ansvaret for den indtil da fremvoksede oldsagssamling. Denne var ved overtagelsen et syndigt rod, men Thomsen satte sig for at systematisere denne, og derved opstod tredelingen uden, at han i begyndelsen synes at have gjort sig dens tidsmæssige betydning klart. Først i 1836 skrev han på opfordring sin "Ledetraad til nordisk Oldkyndighed", hvori han ikke blot redegjorde for materialer men tillige for de kunstformer, der hørte til hver tidsalder samt fremgangsmåden for at henføre genstande af andre materialer til denne inddeling. Hans "ledetråd" blev hurtigt populær, især i Skandinavien og Schweiz, mens den i begyndelsen vakte modstand især i Tyskland.
Senere overtoges inddelingsmåden af Jens Jacob Asmussen Worsaae, som fortsatte arbejdet med videreudvikling og forfining af inddelingen. Det førte til bogen "Danmarks Oldtid oplyst ved Oldsager og Gravhøie". Hver tidsalder blev nu skildret med deres særtræk i henseende til begravelsesmåde, redskaber og formodede levevis. Vigtigt var det, at tredelingen nu viste sin brugbarhed uden for museerne. Som tiden gik, blev tidsaldrene underinddelt i delperioder, hvilket efterhånden udviklede sig til den nu anvendte tidsinddeling, der betegnes som "kulturer".
Et problem i denne sammenhæng udgør "skiftet" fra den ene kultur til den næste: hvorledes sker dette skifte? I nogle tilfælde mener arkæologerne at kunne påvise en gradvis forandring af levemåden, i andre synes forandringerne at skyldes indvandring. De nyeste undersøgelser af arvemassen i skeletter fra forhistorisk tid sammenlignet med nulevende personers genom peger på, at der har været tre større indvandringsbølger i Danmark: Først de jægere og samlere, som slog sig ned her i landet, efter at isen var smeltet bort for ca. 10.000 år siden (dvs. ca. 8.000 f.Kr.). Derefter det folk, som bragte agerbrug til landet for ca. 6.000 år siden (ca. 4.000 f.Kr.). Og endelig de hyrdefolk, der bragte kendskabet til bronze til landet for ca. 5.000 år siden (ca. 3.000 f.Kr.).

## De første spor af mennesker
Den danske forhistorie før stenalderen hører mest til geologisk historie, for der er ikke mange tegn på menneskers tilstedeværelse. I Sønderjylland nær Christiansfeld er der måske fundet 240.000 år gamle primitive stenredskaber fra Clacton-kulturen, der viser at neandertalere muligvis var i Danmark i Holsten-mellemistiden.
Desuden har man fundet redskaber af flint i Himmerland og i Lillebælt som tyder på menneskelig aktivitet i området for omkring 100.000 år siden i Eem-mellemistiden, hvor klimaet har svaret nogenlunde til det, vi har i dag. Endvidere er der i nogle jordlag i Hollerup fundet spaltede dådyrknogler fra denne tid, der kun kan have været forarbejdet af mennesker. Dateringen af disse forskellige fund er dog noget usikker. Da Weichsel-istiden lagde et flere hundrede meter tykt lag af is hen over landet, blev menneskelig beboelse under alle omstændigheder umuliggjort fra ca. 70.000-13.000 f.kr.

## Stenalder

### Jægerstenalder 13.000-4000 f.Kr.
Først da isen begyndte at trække sig tilbage for ca. 15.000 år siden, kom menneskene tilbage til de nuværende danske områder. I begyndelsen drejede det sig om jægere, der fangede og måske passede rensdyr i de vestjyske områder, der var tidligst helt isfri. Disse mennesker levede som jægere, fiskere og samlere, der kun påvirkede naturen i meget ringe grad. Man betegner tiden fra cirka 12.800-4.000 f.Kr. som jægerstenalderen, fordi de mennesker, der beboede Danmark på denne tid, fangede de vilde dyr, som de ernærede sig med, ved hjælp fra stenvåben. For det meste brugte man flintestensvåben, men diverse redskaber af dyreknogler har også været brugt.
Nu begyndte mennesker med sikkerhed at bosætte sig i det danske område. I begyndelsen var klimaet stadig koldt og svarede vel nogenlunde til det, man finder i det nordlige Skandinavien i dag. Det var da også hovedsageligt rensdyrjagt, man kunne bedrive. De næste par tusinde år ændrede naturen i Danmark sig gradvist, og nye dyregrupper rykkede ind, samtidig med at skoven begyndte at dække landet. Det danske område blev med en stigende vandstand mere lig det Danmark, vi kender i dag. Tidligere havde der været land langt ude i Nordsøen, og Sverige og Tyskland havde været landfast over Østersøen. Det varmere klima fik befolkningstallet til at stige, dog kunne befolkningstallet sandsynligvis stadig kun tælles i tusinder.
Berømte danske arkæologiske fund af køkkenmøddinger fra denne tid har vist, at menneskene også har ernæret sig ved de bær og vilde planter, de kunne samle i skoven, og af de fisk og muslinger, de kunne fange. Meget tyder på, at fødemulighederne gjorde det almindeligt, at man vekslede mellem sommerboliger inde i landet og vinterkolonier ved havet.

### Bondestenalderen cirka 4000-1.700 f.Kr.
Den store omvæltning skete, da ager- og husdyrbrug kommende sydfra vandt indpas i landet, hvilket førte til den mest revolutionerende begivenhed i vor oldtid. Genetisk forskning viser, at nye mennesker indvandrede med agerbrugskultur fra sydligere egne og sandsynligvis udkonkurrerede den tidligere nu undertallige jægerbefolkning, der nu som mindretal blev opslugt i den nyindvandrede kultur. Agerbruget skabte mulighed for, at mennesket kunne brødfødes af et langt mindre areal, og de mange flere fund fra denne tid tyder på noget nær en befolkningseksplosion. De første egentlige landbrug kendes fra ca. 4000 f.Kr., hvor man levede af svedjebrug ved små rydninger i skoven. Da befolkningen var lille, kunne man blot forlade et område og flytte til en ny rydning, mens jordens frugtbarhed blev genopbygget på det gamle sted. Det betød, at naturlig skov fik tid til at blive genetableret ved succession, og på den måde var belastningen af ressourcerne ganske ubetydelig.
Bondelivet var meget anderledes end jægerlivet på den måde, at man nu måtte til at organisere sig, så man kunne sikre sig, at man også næste år kunne få lov til at høste fra det område, man lige havde tilsået. Det er fra denne tid, man begynder at kunne ane konturerne af noget, der kunne ligne kultur i det danske område. Man kan i det danske landskab se utallige eksempler på, at man allerede i den tidlige bondestenalder har tænkt over døden, for jættestuer og stengrave dukkede nu op overalt, men også smukke potter vidner om en stigende udvikling.

## Bronzealder 1.700-500 f.Kr.
I bronzealderen ses de første tegn på en lagdeling af samfundet med markant social ulighed. Det er tydeligt, at det var de rigeste, som blev begravet i de kunstige gravhøje på de mest synlige steder i landskabet. Bronzealderen blev kendetegnet ved en kultur, der er præget af rige gravgaver i de talrige høje. Den større befolkningstæthed og det, at man skrællede betydelige arealer for græstørv til gravhøjene, medførte et øget pres på naturressourcerne. Det milde klima og de store arealer med urørt skov betød dog, at man stadig kunne brødføde alle.
Kobber og tin til bronzen blev for en dels vedkommende udvekslet med rav og skind, som først blev indkøbt med flint i Nordnorge. Fra Danmark sejlede man i åbne kanoer op langs Norges kyst med flint, og skindene blev så sejlet op ad Elben, hvor de og ravet blev solgt for kobber, og kobber og skind blev siden solgt i England for tin.
Støbningen krævede stor kunnen, og kun de førende slægter ejede våben og prydgenstande af det nye metal.
Det nye og eksotiske materiales udbredelse til Sydskandinavien skyldes antagelig, at der fandt en form for organiseret handel sted, styret af en magtfuld overklasse. Blandt de mange bronzefund er der kunstfærdigt fremstillede, religiøse genstande (solvognen f.eks.) og musikinstrumenter (lurer).
Tilsyneladende blev folk dræbt og nedsænket i småsøer og moser som afstraffelse eller ofring. De velbevarede lig kendes som mosefund, der er værdifulde kilder til vores viden om dagliglivet i bronzealderens Danmark.

## Jernalderen ca. 500 f. kr.-800 e. kr.

### Ældre jernalder
Perioden indtil årtusindskiftet kaldes også "keltisk jernalder", fordi gravgaver og andre efterladenskaber er tydeligt påvirket af de store keltiske kulturer i Mellemeuropa – Hallstattkulturen og La Tène-kulturen. Det ses blandt andet af de mange spiralornamenteringer og af de stiliserede, slyngede figurer på redskaber og våben.
I begyndelsen af den "keltiske", eller "førromerske", jernalder blev klimaet mere køligt og fugtigt. Fra den tid findes de første vidnesbyrd om stalde, der dog var under samme tag som beboelsen. En tolkning af de arkæologiske spor lyder at der har været tale om familiebrug – de enkelte huse blev mindre. Tungere leret jord blev dyrket, og landbruget intensiveret. Man lagde i vidt omfang om til mere husdyrbrug, som gav bedre udbytte under de ændrede klimaforhold. Dette skabte overdrev til græsning og løvenge til vinterfoder, hvorved de lysåbne naturtyper for første gang siden istiden genopstod.

Ved årtusindskiftet blev klimaet varmere, og det har sandsynligvis ført til udpining af de lette jorde i Vestdanmark, som forvandledes fra græseng til hede. Udvandringen af de kimbrer og teutoner er traditionelt blevet forbundet med denne tid, og disse kan sådan have medført tydelige kulturudvekslinger.
Ældre romersk jernalder
Selv om de romerske provinser lå langt mod syd, fandtes der handelsruter, som tillod de rigeste i landet at bruge kostbare, romerske produkter (service, gryder, lamper og våben f.eks.). Fra nedgravede skatte ved man, at romerske mønter var højt værdsat som middel til at henlægge rigdom.

### Yngre jernalder
Der sker en tydelig forandring omkring 200 e.kr., hvor de første runeindskrifter dukker op. Der sker en tilbagegang i væveteknikken, mens lertøjet skifter fra at være udsmykkede ovnbrændte, til at være grove hjemmelavede bål-brændte. Samtidigt indføres der huskat, høns, drejekværn, og en ændring i husbygningen gør at vægstolperne nu står i væggen og ikke uden for væggen. Det er også i denne periode, at de første byer eller stormandssæder opstår. Det drejer sig om bl.a. Gudme på Fyn, Sorte Muld på Bornholm og Uppåkra i Skåne. De vokser i betydning i løbet af germansk jernalder fra ca. 400.
I tiden før år 400 opstod vore ældste landsbynavne, de der ender på ing(e), um, lev og løse . Fra da af må jorden være blevet dyrket i tovangsbrug eller trevangsbrug, som udnytter en sæson med græsset brakmark til en genskabelse af jordens frugtbarhed. Udpining af de lette jorde i Vestdanmark havde givet plads til hede, og heden blev i større udstrækning brugt til at give kvægfoder. På den tunge jord i Østjylland blev før uopdyrkede arealer taget i brug. Intensiveringen af landbruget fortsatte, så tidligere agerjord igen blev skovdækket.
Danerne
Fra latinsk litteratur (Procopius & Jordanes o. år 551 e.kr.) opstod navnet dani, en stamme der boede i Scandza . Dani er måske et latiniseret toponym fra "fladland" (lignende tysk Tenne "tærskegulv", engelsk den "hule", Sanskrit dhánuṣ- "ørken").

Fra perioden ca. 200 e.kr. til ca. 600 e.kr. finder vi de store fund af våbenofringer, fund som giver os en forestilling om et hærførende lokalt beredskab. Fra Illerup Ådal er der tegn på at den indtrængende hær kom fra vestkysten af den skandinaviske halvø, det vi i dag kender som Norge. Landet har dog ikke været samlet, og historikerne har debatteret, hvorvidt der har været tale om i hvert fald to kongedømmer: danernes rige med kongesæde i Lejre, og jydernes med sæde i Jelling.
Lejre nævnes af middelalderhistorikere, bl.a. i Roskildekrøniken, som et stort kongesæde; men først i 2004 blev der ved udgravninger fundet et belæg for en kongsgård her fra ca. 500 e. Kr. Den omfattede bl.a. en ca. 500 kvadratmeter stor hal, formodentlig en form for gildesal.
Det er ofte beskrevet, at hele folk drog på vandring, tit med romerriget som mål, forårsaget bl.a. af hunnernes indfald østfra, mod det sydlige Donau-område.
Denne hypotese er dog i de senere år blevet problematiseret. Men også i de germanske kerneområder, og i Skandinavien og Nordtyskland, skete der store forskydninger.[kilde mangler]

## Vikingetiden
Folk fra Danmark blev kendt som Vikinger i perioden mellem 793 og 1047. Det var dog ikke alle danskere, der deltog i vikingetogterne. Mange blev hjemme og passede deres arbejde som bønder, fiskere, håndværkere eller handelsfolk. Gevinsten ved de nye dyrkningsmåder, der var udviklet i keltisk jernalder, havde lagt grunden til et befolkningsoverskud. Samtidig havde nordboerne udviklet det kølbyggede skib til fuldkommenhed, og de to ting i forening gav teknologi og mandskab til en ekspansion over havet, de såkaldte vikingetogter.
Vikingerne betragtes i mange dele af verden som sørøvere, men i realiteten var de lige så meget handelsfolk og nybyggere, som udnyttede de muligheder, der opstod, da det blev muligt at rejse langt over havet. Danskerne holdt sig især til Nordengland, Irland og Normandiet i deres søgen mod nye muligheder, mens nordmændene søgte over Atlanten mod Irland, Skotland, Færøerne, Island, Grønland og – i sidste ende – også Newfoundland (se Vinland). Svenskerne søgte mod øst op ad de russiske floder, hvor de etablerede fyrstendømmer ved Novgorod og Kijev. Derfra drev de handel med det byzantinske rige og den muslimske verden.

### Etableringen af kongeriget Danmark
De arkæologiske levn tyder på, at konge- eller fyrstedømmer opstod i Norden lige før 400 e.v.t. Kildematerialet tyder på, at i hvert fald hovedparten af Danmark (som det kendes i middelalderen) var samlet under den samme kongemagt fra begyndelsen af vikingetiden, og måske endda længe før. Vikingetidens kongemagt har sandsynligvis været langt mindre stabil og institutionaliseret end den senere blev i middelalderen, og der forekom flere perioder med opsplitning. Der er også tegn på at kongen havde en beskatningsret i vikingetiden, det gav ham adgang til større ressourcer, og gjorde ham fx i stand til at etablere byer og fæstningsanlæg.
I årene 704-710 mener man at byen Ribe blev grundlagt. Dette skete ved så stort et anlægsarbejde at det må have været en mægtig hersker, måske endda konge, der stod bag dette. Kanhavekanalen på Samsø blev anlagt i 728, og da denne kanal placering midt i Danmark ikke kan være anlagt af hensyn til beboerne på Samsø har der på dette tidspunkt sandsynligvis været en konge eller høvding af en slags, der har haft magten i områder omkring Jylland, Sjælland og Fyn. I den samme periode kan man tillige iagttage en udbygning af Dannevirke i det sydlige Jylland, der yderligere vidner om en indflydelsesrig hersker i det danske område.

## Kristendommen
Der fandtes som nævnt nogle småkongedømmer i det nuværende Danmark, og landet må formentlig også have været samlet i visse perioder, men omkring år 965 skabte Harald Blåtand den første vedvarende samling af kongeriget Danmark. Ved samme tid blev han opsøgt af den tyske missionær Poppo, der bar jernbyrd for at bevise styrken af den kristne tro. Ifølge legenden overbeviste dette Harald om, at han burde omvende sig til kristendommen. Mere sandsynligt er det, at kongen havde indset, hvordan hedenskaben kunne udløse korstog fra den tyske kejser, Otto 2., (se Jellingstenene), og den smidige redning ville være at konvertere til den nye tro. Det havde i øvrigt flere fordele for Harald at blive kristen: Han kunne vise dem fra sig, som fastholdt den traditionelle nordiske religion, og præsterne kunne bidrage til at få skabt grundlaget for en centraladministration, så det forenede kongerige også blev ved med at være ét rige.

## Nordsøvældet
Danskernes pres mod de angelsaksiske kongedømmer i England blev efterhånden så massivt, at englænderne ikke så anden udvej end at vælge en konge af den danske kongeslægt, Knud den Store. Hans søn, Hardeknud, opnåede også at blive konge af England, men efter Knuds død i 1035 gjorde England sig fri af danskervældet, og samtidig opstod der tronstridigheder i Danmark, som var offer for norske vikingers plyndringer. I nogle få år havde Danmark en norsk konge, Magnus den Gode (1042-1047). Det blev en hær under hans ledelse der i slaget på Lyrskov Hede standsede vendernes hærgen i Jylland. Ved hans død i 1047 blev Knuds nevø, Svend Estridsen, konge af Danmark. Han satsede på at skabe ro i landet, og før han kunne genoptage vikingetogterne, havde Vilhelm Erobreren fra sin base i Normandiet sat sig i besiddelse af England. Bortset fra nogle fejlslagne tilløb var Danmarks tid som vikingenation dermed bragt til ende.

## Landbrugets udvikling og infrastruktur
Til gengæld foregik der en betydningsfuld udvikling i hjemlandet. Indtil det 11. århundrede flyttede man rundt med landsbyerne og dermed dyrkningsjorden inden for byens totale område, men udgravninger viser over hele landet, inklusive Skåne, at bebyggelsen blev stedfast et par generationer før det store kirkebyggeri.
Samtidig blev landsbyerne større, og der opstod vedvarende vejforbindelser mellem den enkelte landsby og dens marker og mellem de forskellige landsbyer.
På den måde blev der fastlagt et mønster, som kom til at præge landskabet helt frem til udskiftningen omkring år 1800:
- Inderst lå landsbyens huse og gårde med indermarken, tunet, tæt ved bygningerne.
- Uden om byen lå vangene med de dyrkede og braklagte agre, og yderst havde man græsningsarealerne, overdrevene, på stenet og besværlig jord.[24]

Nye metoder som trevangsbrug, ny teknik som hjulplov, ny organisering om fælles dyrkning og fællesskab om fx bytyren, byornen, byhyrde etc tyder på at være sat i system i disse år. Bedre kornsorter etc. Muligvis indført via klostre.
Det at der ud fra hver landsby skulle udgå fire veje er fra denne tid eller muligvis senere. (for at sikre mobilitet imellem landsbyerne, egentlig landeveje fandtes ikke)